# Монтільяна
Монтільяна (ісп. Montillana) — муніципалітет в Іспанії, у складі автономної спільноти Андалусія, у провінції Гранада. Населення — 1360 осіб (2010).
Муніципалітет розташований на відстані близько 320 км на південь від Мадрида, 37 км на північ від Гранади.
На території муніципалітету розташовані такі населені пункти: (дані про населення за 2010 рік)
- Монтільяна: 1183 особи
- Трухільйос: 177 осіб

## Демографія
Динаміка населення (INE ):

## Галерея зображень

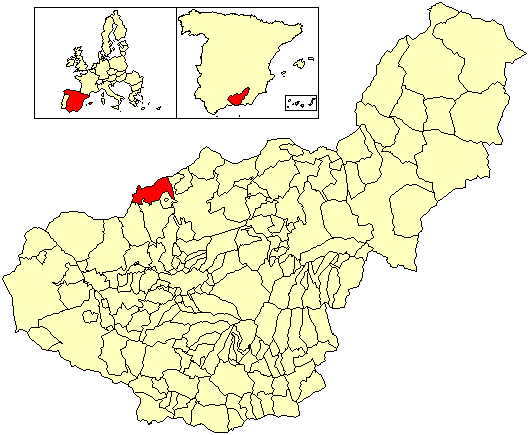
Розташування муніципалітету у провінції Гранада